# Roadfood

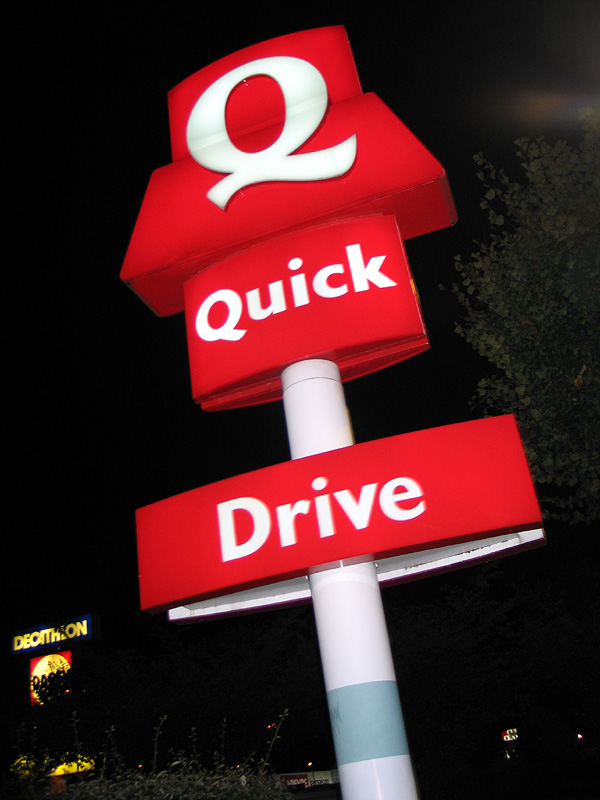
Icono significativo de la comida rápida.

Roadfood es una guía gastronómica de fast food en Estados Unidos, los fundadores de la guía son los hermanos Jane Stern y Michael Stern que se han dedicado desde los 1970s a recopilar la información relativa a los restaurantes de fast food en Estados Unidos. Han escrito numerosas guías sobre la gastronomía y costumbres de los "fast food" y puestos de comida cercanos a las carreteras de Estados Unidos.